# Kanton Carpentras-Nord
Kanton Carpentras-Nord (fr. Canton de Carpentras-Nord) je francouzský kanton v departementu Vaucluse v regionu Provence-Alpes-Côte d'Azur. Tvoří ho šest obcí.

## Obce kantonu
- Aubignan
- Caromb
- Carpentras (severní část)
- Loriol-du-Comtat
- Sarrians
- Saint-Hippolyte-le-Graveyron